# فرنان فابر
فرنان فابر (فرانسوی: Fernand Fabre‎؛ ۷ نوامبر ۱۸۹۹ – ۱۹ ژانویه ۱۹۸۷) هنرپیشه اهل فرانسه بود.
از فیلم‌ها یا برنامه‌های تلویزیونی که وی در آن نقش داشته‌است می‌توان به فرانز، مولن روژ، مادام بوواری، شانس، ناپلئون، و آخرین مترو اشاره کرد.